# 珀金埃尔默
珀金埃尔默（PerkinElmer）是一家美國的跨国技术公司，其主要业务范围包括生命和分析科学，光电技术和流体科学。
珀金埃尔默是纽约证券交易所上市公司。

## 历史
- 1931年，EG&G成立。
- 1937年，珀金埃尔默成立。
- 1944年，珀金埃尔默开始生产分析设备。
- 1979年，开始为哈勃天文望远镜生产镜片。
- 1981年，哈勃天文望远镜镜片完成，但后来证明厚度存在偏差。
- 1992年，收购Applied Biosystems。
- 1997年，收购Perseptive Biosystems。
- 1999年，EG&G同珀金埃尔默合并。
- 2006年，收购Spectral Genomics。